# Karolinerna (ögrupp)

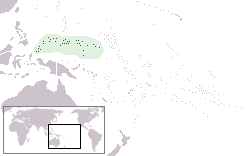
Lägeskarta.

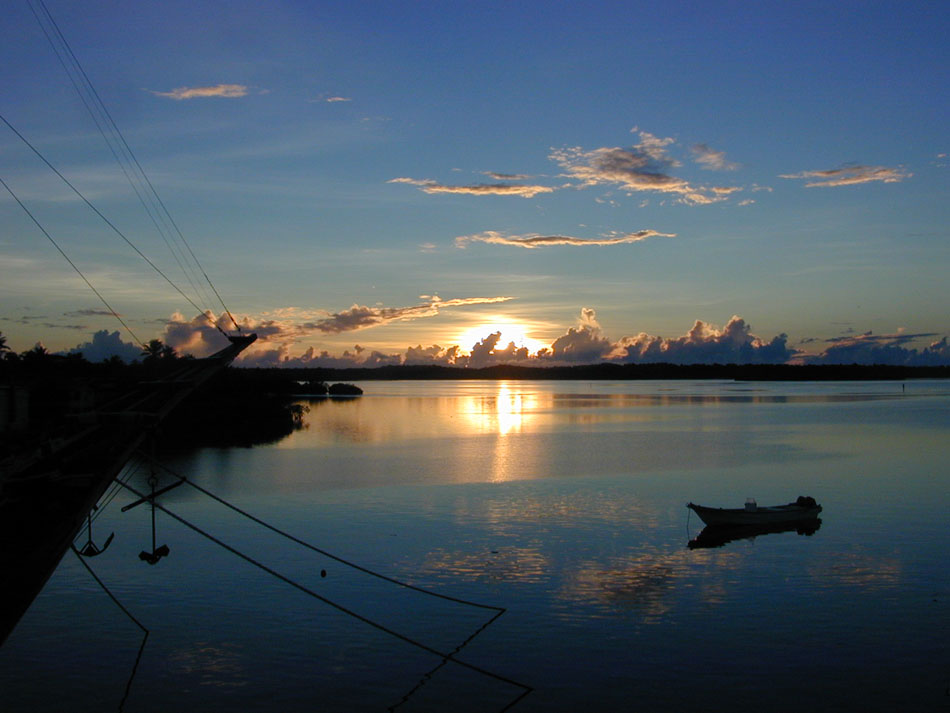
Solnedgång på Yap, maj 2002.

Karolinerna (engelska: Caroline Islands) är en ögrupp i Stilla havet, belägen norr om Nya Guinea. Ögruppen består av 963 öar, och den är delad mellan länderna Palau och Mikronesiens federerade stater. Den namngavs av spanjorerna efter kung Karl II av Spanien.
Spanjorerna kom till ögruppen för första gången på 1500-talet, och gjorde den till en spansk koloni 1686. Efter det spansk-amerikanska kriget 1898 sålde spanjorerna ögruppen till Tyskland 1899. 1914 erövrades ögruppen av Japan och när Tyskland fråntogs alla sina kolonier vid Versaillesfreden 1919 ställdes ögruppen under japanskt NF-mandat. USA ockuperade ögruppen under andra världskriget, och efter kriget ingick ögruppen i förenta nationernas förvaltarskapsområde i Stilla havet och förvaltades av USA. Mikronesiens federerade stater och Palau deklarerade sedan självständighet från USA, 1986 respektive 1994.